# Holverston
Holverston lub Holverstone – civil parish w Anglii, w Norfolk, w dystrykcie South Norfolk. W 2011 civil parish liczyła 155 mieszkańców.
Holverston jest wspomniana w Domesday Book (1086) jako Honestuna.